# スポーツアワー
『スポーツアワー』は、NHK総合テレビジョンで1968年4月7日から1974年3月31日、および1978年4月3日から1984年4月1日まで放送されていたスポーツニュース・情報番組である。

## 概要
1968年放送開始の第1期と、1978年放送開始の第2期では性格が異なるため分けて述べることにする。

### 第1期
第1期の放送は1965年4月11日より放送されていた『現代のスポーツ』を改題する形で放送を開始した。1964年の東京オリンピックを契機にスポーツに興味を示し、見るスポーツから自ら行うスポーツへの関心が高まった。『現代のスポーツ』はこれを受け、日本のスポーツの現状を社会・教育・競技などの面から多角的にとらえ、スポーツの普及・発展のための環境作りを図る番組として放送した。この番組はスポーツの神髄・美しさを伝えるだけでなく、スポーツ界にある問題点もとりあげ、そのあり方を考える番組として放送されていた。本番組は『現代のスポーツ』の内容をほぼ踏襲した。番組内容はフィルム構成が主だったが、スタジオからの放送の場合もあった。

### 第2期
第2期はその日のスポーツの結果を中心とした内容となった。第1期では週に1回のペースで放送されていたが、第2期では帯番組になり、年末年始を除いて毎日放送されていた。特徴として、プロ野球だけでなく多くの種目をとりあげたほか、NHKのネットワークを生かして地方発の素材も多く放送した。放送時間は基本15分（1983年度の日曜日のみ20分）だが、プロ野球のオールスターゲーム・日本シリーズ開催日には放送時間を拡大してハイライトを放送した。オールスター・日本シリーズ以外にも、スポーツのビッグイベントが開催された日には放送時間を拡大するケースがあった。
キャスターはNHKのスポーツ担当アナウンサーが交代でつとめ（初年度の1978年は久保田順三と西田善夫が1週間交代で担当）、またプロ野球や大相撲などの解説者が出演する場合もあった。
取材制作体制は第2期の開始時からプロジェクトチームを組んでいたが、『ニュースセンター9時』など他の番組と取材を一元化させるため、1980年10月に報道局内にスポーツプロジェクトを発足させた。
第2期の終了後、番組は直後の時間帯に放送されていた『NHK今日のニュース』と統合され、『きょうのスポーツとニュース』へとリニューアルした。以後しばらくの間、NHKではスポーツニュース単体の帯番組は放送されず、1989年に『スポーツタイム』と題して復活するまで通常のニュース番組への内包状態が続いた。

## 放送時間
いずれも日本標準時。第1期のみ別の時間帯での再放送あり。

### 第1期
- 日曜日 11:00 - 11:20 （1968年4月7日 - 1970年3月29日）
- 日曜日 11:35 - 11:55 （1970年4月12日 - 1974年3月31日）

### 第2期
- 月曜日 - 日曜日（1983年度は月曜日 - 土曜日） 22:45 - 23:00[6] （1978年4月3日 - 1984年3月31日）
- 日曜日（1983年度） 22:45  - 23:05[6]（1983年4月10日 - 1984年4月1日）
  - 日によっては23:00や23:10からの放送になる場合があった。

## 出演者

### 第2期
- 久保田順三[8]
- 西田善夫[8]
- 田辺礼一[10]
- 佐藤隆輔[11]
- 立子山博恒